# Ton de Kruijk
Antoon ("Ton") de Kruijk (Utrecht, 27 november 1955) is een Nederlands voormalig profvoetballer en voormalig politieagent die tijdens zijn loopbaan uitkwam voor eredivisionist FC Utrecht.

## Carrière
De Kruijk speelde zijn gehele carrière bij FC Utrecht. In het seizoen 1980/81 werd hij samen met Willy Carbo gedeeld clubtopscorer met twaalf doelpunten. Hij beëindigde zijn loopbaan na het seizoen 1987/88. Hij speelde voor het laatst op 8 mei 1988 tijdens de met 3-0 verloren uitwedstrijd tegen Roda JC. De Kruijk maakte deel uit van de eerste Centrale Spelersraad, onderdeel van de VVCS, die op dat moment onder leiding stond van toenmalig Spartaan Louis van Gaal.
De middenvelder was tijdens zijn loopbaan als voetballer al actief als politieagent. De Kruijk was onder anderen twintig jaar lang wijkagent in de Utrechtse wijk Vleuterweide en ging in februari 2021 met pensioen.
In het jaar 2006 nam Ton de Kruijk op vrijwillige basis de leiding over het vierde elftal van de zaterdagamateurs van SV Deltasport. Met dit elftal van jonge getalenteerde voetballers, dat uitkwam in de Vierde klasse zaterdag (reserve), werd hij eenmaal kampioen en bereikte tot twee keer toe de halve finale van de beker. Tevens kwam dit team in het nieuws tijdens een item in Het Algemeen Dagblad over de Kruijk en zijn hedendaagse bezigheden.
Daarnaast was hij met ingang van het seizoen 2009/10 teamcoördinator van het eerste elftal van FC Utrecht, in welke functie hij verantwoordelijk was voor alle organisatorische en administratieve zaken rond het team. Deze functie bekleedde De Kruijk tot eind juni 2013.

### Internationale wedstrijden
De geboren Utrechter maakte de succesvolle periode van de club in de jaren '80 mee en speelde in totaal tien Europese wedstrijden. Hij scoorde hierin driemaal; eenmaal in de met 2-1 gewonnen thuiswedstrijd tegen Eintracht Frankfurt, eenmaal in de met 3-6 verloren thuiswedstrijd tegen Hamburger SV en eenmaal in de met 4-1 verloren uitwedstrijd tegen Dynamo Kiev.

## Erelijst
FC Utrecht
- KNVB beker: 1984/85